# Psiloderces bontocensis
Psiloderces bontocensis es una especie de araña araneomorfa del género Psiloderces, familia Psilodercidae. Fue descrita científicamente por Li & Chang en 2020.
Habita en Luzón, Filipinas. El holotipo femenino mide 2,00 mm.